# 沃爾特巴赫河
48°5′5″N 10°35′0″E / 48.08472°N 10.58333°E

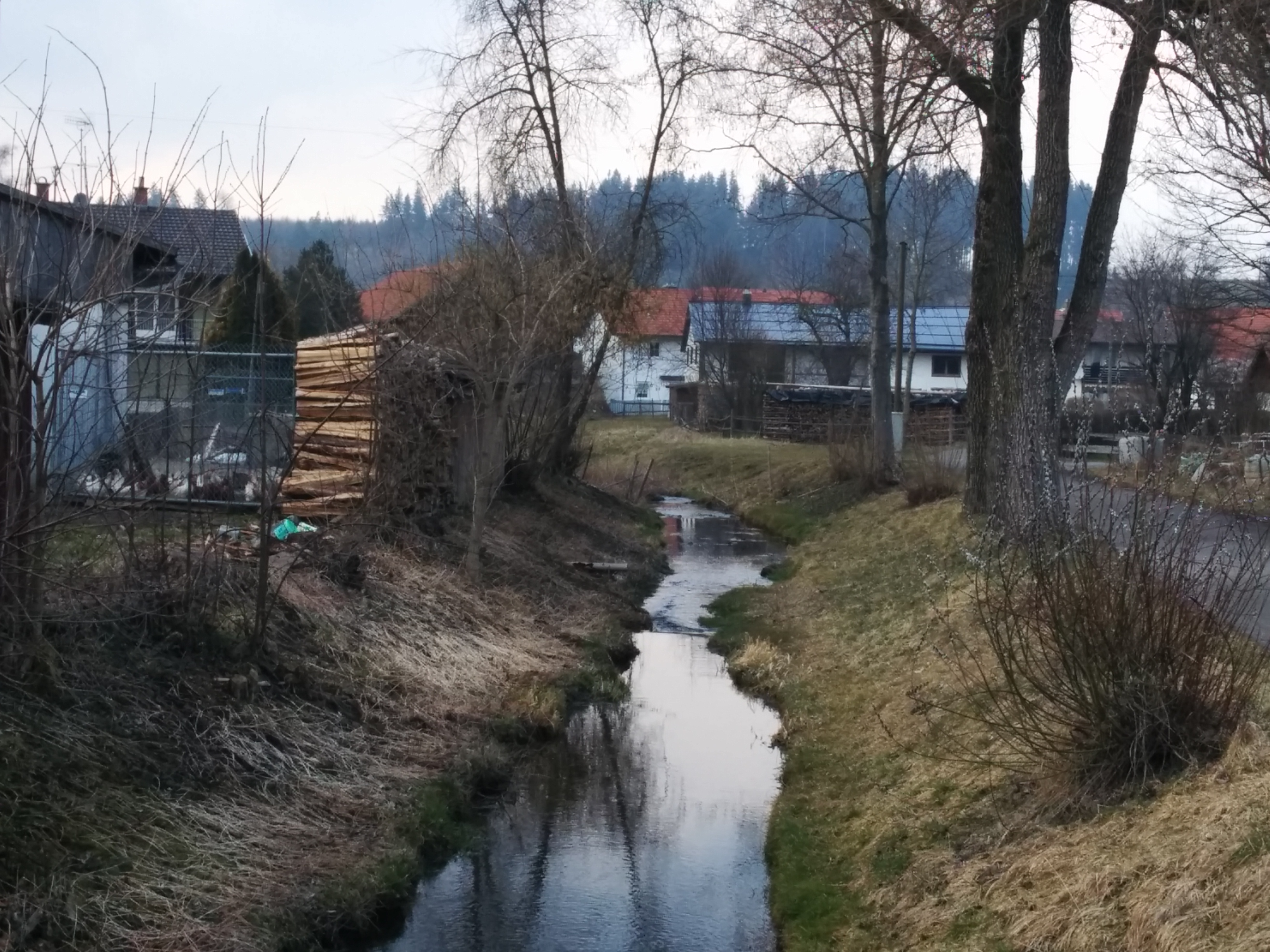

沃爾特巴赫河是德國的河流，位於該國東南部，由巴伐利亞負責管轄，屬於弗洛薩赫河的左支流，河道全長34.5公里，流域面積134平方公里，發源自艾特朗。